# Gemini: Good Vs. Evil
Gemini: Good vs. Evil è il terzo album del rapper Krayzie Bone (il quarto se si considera "LeathaFace: The Legends Underground (Part 1)", lavoro rimasto solo in ambito underground), pubblicato l'8 febbraio 2005 sotto la sa discografica ThugLine Records.

## Informazioni
Il rapper tornò con questo disco sulla scena musicale dopo quattro anni d'assenza. Tuttavia l'album non ebbe una promozione maggiore dei precedenti. Vendette 21.253 copie durante la prima settimana di debutto, 8.042 durante la seconda settimana e 6.422 durante la terza, per un totale di sole 35.717 copie. Raggiunse infine la posizione n.69 nella chart Billboard 200.
L'unico singolo estratto è "Get'chu Twisted", prodotto da Lil' Jon. Nell'album è presente una sua remix in collaborazione con gli altri membri dei Bone Thugs-N-Harmony. Altro featuring è quello di Wish Bone, nel brano "That's That Bone".

## Tracce
1. Get'chu Twisted
2. That's That Bone (feat. Wish Bone)
3. Put It On Y'all
4. Interview
5. Nuthin' But Music
6. All I'm Hearing
7. Let's Live
8. Chaos Interlude'
9. Don't Know Why
10. Mangled
11. Lock Down Love
12. Slave Skit
13. I Remember
14. Hi-D-Ho
15. Murda Music
16. Get'chu Twisted (feat. Bone Thugs-N-Harmony) (Remix)

## Posizioni in classifica
| Chart (USA)   | Posizione massima |
| ------------- | ----------------- |
| Billboard 200 | 69                |

## Critica
| Recensione su   | Giudizio     |
| --------------- | ------------ |
| All Music Guide | (3.5/5) link |
| Amazon.com      | link         |